# Andrii Iahodka
Andrii Iahodka (ucraineană Андрiй Ягодка; n. 8 iulie 1988, Odesa, RSS Ucraineană, URSS) este un scrimer ucrainean  specializat pe sabie. 
A fost laureat cu argint pe echipe la Campionatul European din 2009 și cu bronz la individual la cel din 2012. În sezonul 2014-2015 a urcat pe primul său podium pentru de Cupa Mondială, câștigând argintul la etapa de la Padova după ce a fost învins în finală de rusul Kamil Ibraghimov.

## Palmares
Clasamentul la Cupa Mondială
| An  | 2006 | 2007 | 2008 | 2009 | 2010 | 2011 | 2012 | 2013 | 2014 | 2015 |
| --- | ---- | ---- | ---- | ---- | ---- | ---- | ---- | ---- | ---- | ---- |
| Loc | 290  | 491  | 164  | 115  | 69   | 44   | 33   | 19   | 33   | 20   |

## Legături externe
- Profile Arhivat în 11 august 2014, la Wayback Machine. at the European Fencing Confederation